# ديمقراطية عرقية
الديمقراطية العرقية هي نظام سياسي يجمع بين هيمنة عرقية مُنظَّمة وضمان الحقوق الديمقراطية والسياسية والمدنية للجميع. فتتمتع كلٌ من الجماعة العرقية المهيمنة وجماعات الأقلية بالمواطنة، والقدرة على المشاركة في العملية السياسية مشاركةً كاملةً. وتختلف الديمقراطية العرقية عن الهيمنة العرقية من حيث كَوْن عناصرها أكثر ديمقراطية. فتوفر للمجموعات غير الأساسية قدرًا أكبر من تحسين الأوضاع والتأثير والمشاركة السياسية مقارنةً بما من المفترض أن توفره الهيمنة العرقية. تختلف الديمقراطية العرقية أيضًا عن ديمقراطية العرق النقي التي تعني - وفق تعريفها - الديمقراطية القاصرة رسميًا على أمة أساسية واحدة فقط.
كان أول مَن طرح مصطلح «الديمقراطية العرقية» هو عالم الاجتماع بجامعة حيفا سامي سموحة في كتاب نُشِر عام 1989.

## التعريف النموذجي
عرَّف سموحة ثماني ميزات أساسية لنموذجه من الديمقراطية العرقية، وهي:
1. القومية العرقية تحدد أمة عرقية أساسية واحدة في الدولة.
2. تفصل الدولة بين كَوْن المرء أحد أفراد الأمة العرقية الأساسية والمواطنة.
3. الأمة العرقية الأساسية تملك الدولة وتحكمها.
4. تعبئ الدولة الأمة العرقية الأساسية.
5. تُمنَح الجماعات غير الأساسية حقوقًا فردية وجماعية غير كاملة.
6. تسمح الدولة للجماعات غير الأساسية بالنضال داخل البرلمان وخارجه من أجل التغيير.
7. تنظر الدولة للجماعات غير الأساسية على أنها تهديد.
8. تفرض الدولة بعض السيطرة على الجماعات غير الأساسية.

حدد سموحة أيضًا عشرة أحوال يمكن أن تؤدي إلى تأسيس الديمقراطية العرقية:
1. تشكل الأمة العرقية الأساسية أغلبية عددية ثابتة.
2. تشكل الجماعات غير الأساسية أقلية مهمة.
3. تلتزم الأمة العرقية الأساسية بالديمقراطية.
4. تكون الأمة العرقية الأساسية من أهل البلد الأصليين.
5. تكون الجماعات غير الأساسية من المهاجرين.
6. كل جماعة غير أساسية تنقسم إلى أكثر من جماعة عرقية واحدة.
7. تلتزم الأمة العرقية الأساسية بالديمقراطية.
8. تتضمن الديمقراطية العرقية أوطان الجماعات غير الأساسية.
9. تكون هناك مشاركة دولية.
10. يكون قد حدث انتقال من دولة عرقية غير ديمقراطية.

## تطبيق النموذج
طبق الباحثون النموذج على العديد من الدول بدرجات مختلفة.

### إسرائيل
يشير سامي سموحة إلى أن إسرائيل تعكس ديمقراطية عرقية نموذجية أو أصيلة.

### لاتفياوإستونيا
ثمة اختلاف في الآراء بين الكتّاب بشأن تصنيف لاتفيا وإستونيا. ويتراوح هذا التصنيف ما بين الديمقراطية الليبرالية أو المدنية،
 مرورًا بالديمقراطية العرقية، ووصولاً إلى الهيمنة العرقية. وقد طبق بريت يارفي، الذي يعمل محللاً أولاً بالمركز الأوروبي لشؤون الأقليات، نموذج سموحة على إستونيا، وأشار إلى أنه يمكن وصف إستونيا بأنها مزيج من الديمقراطية العرقية ونظام للهيمنة. وانطبقت ثماني سمات بنموذج سموحة بشكل كامل على إستونيا، في حين انطبقت باقي السمات جزئيًا فقط. فيرى يارفي أن السمة الأولى - وهي تحديد القومية العرقية لأمة عرقية أساسية واحدة في الدولة - تنطبق تمامًا على إستونيا، في حين لا تنطبق السمة الرابعة - وهي تعبئة الدولة للأمة العرقية الأساسية.
وقد رفض بعض المعلِّقين فكرة اعتبار إستونيا أو لاتفيا من الديمقراطيات العرقية. فمن ناحية، لا تقوم قوانين المواطنة في هاتين الدولتين على معايير عرقية؛ فيتمتع فيهما المواطنون من أصل روسي - بما في ذلك مَن صاروا مواطنين تلقائيًا لأن عائلاتهم تعيش في هذين البلدين من قبل عام 1940 - بحقوق مماثلة لحقوق الأكثريات العرقية. بالإضافة إلى ذلك، يتمتع الأفراد من غير المواطنين بحقوق اجتماعية مساوية للحقوق التي يتمتع بها المواطنون. على الجانب الآخر، إذا وضعنا في الاعتبار نسبة الأقليات من غير المواطنين الذين لا يتمتعون بحقوق سياسية معينة (7.5% في إستونيا)، يمكن اعتبار إستونيا ولاتفيا غير مؤهلتين على الإطلاق لأن تكونا من الديمقراطيات العرقية: فوفق تعريف سموحة للديمقراطية العرقية، يجب أن تتمتع الجماعات الأقلية بحقوق كاملة كمواطنين في الدولة.

### ماليزيا
تعطي المادة 153 من دستور ماليزيا حقوقًا للبوميبوترا أكثر من باقي الأفراد في الدولة.

### سلوفاكيا
تقوم القومية السلوفاكية على العرق واللغة. «يهدف بناء الدولة والأمة في سلوفاكيا على تأسيس العرق السلوفاكي كالأمة الوحيدة، ومنع أي ملمح من ملامح القومية المزدوجة. ويتضح هذا الهدف في تمهيد الدستور السلوفاكي الذي يبدأ بالكلمات التالية:» نحن الأمة السلوفاكية - مع الوضع في الاعتبار الإرث الثقافي والسياسي لأسلافنا، والخبرة المكتسبة عبر قرون من النضال لتحقيق سيادتنا ووجودنا القومي...""